# Phanias flavostriatus
Phanias flavostriatus is een spinnensoort in de taxonomische indeling van de springspinnen (Salticidae).
Het dier behoort tot het geslacht Phanias. De wetenschappelijke naam van de soort werd voor het eerst geldig gepubliceerd in 1901 door Frederick Octavius Pickard-Cambridge.